# Теофан Продължител
Теофа̀н Продължѝтел (на гръцки: συνεχισταί Θεοφάνους или Οἱ μετὰ Θεοφάνην, „тези след Теофан“) е латинското название (Continuatus) на съвкупност от писания, целящи да продължат летописите на Теофан Изповедник, чиято хроника спира през 813 г. Те покриват промеждутъка 813 – 961 г. Творбата, в частност Книга V, цели възхваляването на Василий I по начин, който да засенчи славата на неговия предшественик Михаил III. Съхранява се в ръкопис от единадесети (XI) век.